# Condado de Louisa (Iowa)
El condado de Louisa (en inglés: Louisa County, Iowa), fundado en 1836, es uno de los 99 condados del estado estadounidense de Iowa. En el año 2000 tenía una población de 12 183 habitantes con una densidad poblacional de 12 personas por km². La sede del condado es Wapello.

## Historia
El Condado de Louisa, fue constituido el 7 de diciembre de 1836.

## Geografía
Según la Oficina del Censo, el condado tiene un área total de 1082 km² (417,8 mi²), de la cual 1041 km² (401,9 mi²) es tierra y 3 km² (1,2 mi²) es agua.

### Condados adyacentes
- Condado de Johnson noroeste
- Condado de Muscatine norte
- Condado de Rock Island Noreste, a través del río Misisipi
- Condado de Mercer este, a través del río Misisipi
- Condado de Des Moines Sur
- Condado de Henry suroeste
- Condado de Washington oeste

## Demografía
En el 2000 la renta per cápita promedia del condado era de $39 086, y el ingreso promedio para una familia era de $43 972. El ingreso per cápita para el condado era de $17 644. En 2000 los hombres tenían un ingreso per cápita de $31, 293 contra $22 085 para las mujeres. Alrededor del 9,30% de la población estaba bajo el umbral de pobreza nacional.
| 1900   | 1910   | 1920   | 1930   | 1940   | 1950   | 1960   | 1970   | 1980   | 1990   | 2000   |
| ------ | ------ | ------ | ------ | ------ | ------ | ------ | ------ | ------ | ------ | ------ |
| 13 516 | 12 855 | 12 179 | 11 575 | 11 384 | 11 101 | 10 290 | 10 682 | 12 055 | 11 592 | 12 183 |

## Lugares

### Ciudades
- Columbus City
- Columbus Junction
- Cotter
- Fredonia
- Grandview
- Letts
- Morning Sun
- Oakville
- Wapello

### Comunidades no incorporadas
- Bard
- Toolesboro

### Principales carreteras
- U.S. Highway 61
- Carretera de Iowa 70
- Carretera de Iowa 78
- Carretera de Iowa 92